# Xã Hudgin, Quận Cleveland, Arkansas
Xã Hudgin (tiếng Anh: Hudgin Township) là một xã thuộc quận Cleveland, tiểu bang Arkansas, Hoa Kỳ. Năm 2010, dân số của xã này là 325 người.